# Operator unitarny
Operator unitarny – operator normalny, którego złożenie z jego operatorem sprzężonym jest identycznością.

## Definicja formalna
Niech {\displaystyle H} będzie zespoloną przestrzenią Hilberta. Liniowy i ciągły operator {\displaystyle T\colon H\to H} nazywamy unitarnym wtedy i tylko wtedy, gdy {\displaystyle TT^{\star }=T^{\star }T=I.}

## Warunki równoważne
Jeżeli {\displaystyle T\colon H\to H} jest ciągłym operatorem liniowym, to następujące dwa warunki są równoważne temu, że {\displaystyle T} jest unitarny:
1. {\displaystyle {\mbox{cl}}T(H)=H,}
2. {\displaystyle (Tx|Ty)=(x|y),\;x,y\in H.}

Widmo operatora unitarnego zawiera się w okręgu jednostkowym.

## Przykłady
- Jeśli {\displaystyle H} jest zespoloną przestrzenią Hilberta, to identyczność {\displaystyle {\mbox{id}}(x)=x,\;x\in H} jest operatorem unitarnym.
- Jeśli {\displaystyle H=\mathbb {C} } to mnożenie przez ustalony skalar {\displaystyle \lambda \in \mathbb {C} } taki, że {\displaystyle |\lambda |=1} jest operatorem unitarnym.
- W skończenie wymiarowej zespolonej przestrzeni Hilberta, przekształcenie liniowe reprezentowane przez macierz unitarną jest operatorem unitarnym.
- Transformacja Fouriera.
- Transformacja parzystości P.